# 特別法原則
特別法原則（拉丁語：Lex specialis），源自拉丁語法諺「特別法優於普通法」（拉丁語：Lex specialis derogat generali），指若果有兩項法律適用於同一個處境時，管轄特定範疇的法例（特別法）應優先和凌駕於僅管轄一般事務的法例（一般法）。此原則後成為法學學說。該原則均適用於法學理論和法務，亦不受國內法和國際法的限制。
該原則的出現是源於在部份法律系統中較早頒佈的法例較為籠統，而往後定立的新法例對管轄範疇較具針對性和條文更為清晰，在該原則下，這些較新和具體的特別法便能凌駕於較舊和模糊的一般法之上。但該原則在法學界也有不少反對聲音，認為應該以系統性的釋義來避免法例之間的規範衝突。